# Kirkpatrick Macmillan
Kirkpatrick Macmillan (2 de septiembre de 1812 en Keir, Dumfries and Galloway - 26 de enero de 1878 en Keir) era un herrero escocés. En general se le atribuye la invención de la bicicleta de pedales.

## Invención de bicicleta de pedal
Según la investigación de su pariente James Johnston en la década de 1890, Macmillan fue el primero en inventar la bicicleta con pedales. Johnston, un comerciante de maíz y tricicista, tenía el objetivo firme, en sus propias palabras "para demostrar que a mi país natal de Dumfries pertenece el honor de ser el lugar de nacimiento de la invención de la bicicleta".
Macmillan supuestamente completó la construcción de una bicicleta de madera a pedales en 1839 que incluía ruedas de madera con borde de hierro, una rueda orientable en la parte delantera y una rueda más grande en la parte trasera que estaba conectada a los pedales a través de bielas.
Un periódico de Glasgow informó en 1842 de un accidente en el que un "caballero anónimo de Dumfries-shire anónimo ... viajaba en un velocípedo ... de diseño ingenioso" derribó a un peatón en Gorbals y fue multado con cinco chelines británicos. Johnston identificó a Macmillan como ese caballero.
Una placa de 1939 en la herrería familiar de Courthill dice: "Construyó mejor de lo que sabía". Sin embargo, MacMillan vivió en Glasgow y trabajó en Vulcan Foundry durante el período relevante alrededor de 1840, no en Courthill.

## Escepticismo
La doctrina de Johnston del comerciante brillante, modesto e industrial, que logró lo que otros harían solo décadas más tarde, capturó la imaginación del público, especialmente en Escocia. También fue bien aceptado entre los historiadores, al menos los británicos, a principios del siglo XX.
Johnston no presentó pruebas concluyentes, aunque escribió que las tenía. Los escépticos alegan que el diseño de MacMillan que presentó fue un compuesto de dos velocípedos de 1869 de Thomas McCall . A instancias de Johnston, Thomas McCall construyó una réplica que se presentará como MacMillan en el show de Stanley de 1896 (y ahora en el Museo Dumfries) quizás por razones financieras.
La investigación pone en duda la identificación de MacMillan como receptor de una multa por exceso de velocidad para su bicicleta debido a que su aplicación requeriría que un periódico victoriano temprano llamara "caballero" a un herrero. Sin embargo, eso no explica lo que fue el velocípedo de diseño ingenioso. Los recelos no impidieron que se volviera a contar popularmente con detalles interesantes de fuentes desconocidas, incluido el detalle de que, después del accidente, su sobrina, Mary Marchbank, tuvo un viaje ilícito en la máquina, convirtiéndose así en la primera ciclista femenina.
Sin embargo, se dice que Gavin Dalzell, de Lesmahagow, copió la máquina Macmillan en 1846 y transmitió los detalles a tantas personas que durante más de 50 años fue generalmente considerado como el inventor de la bicicleta.

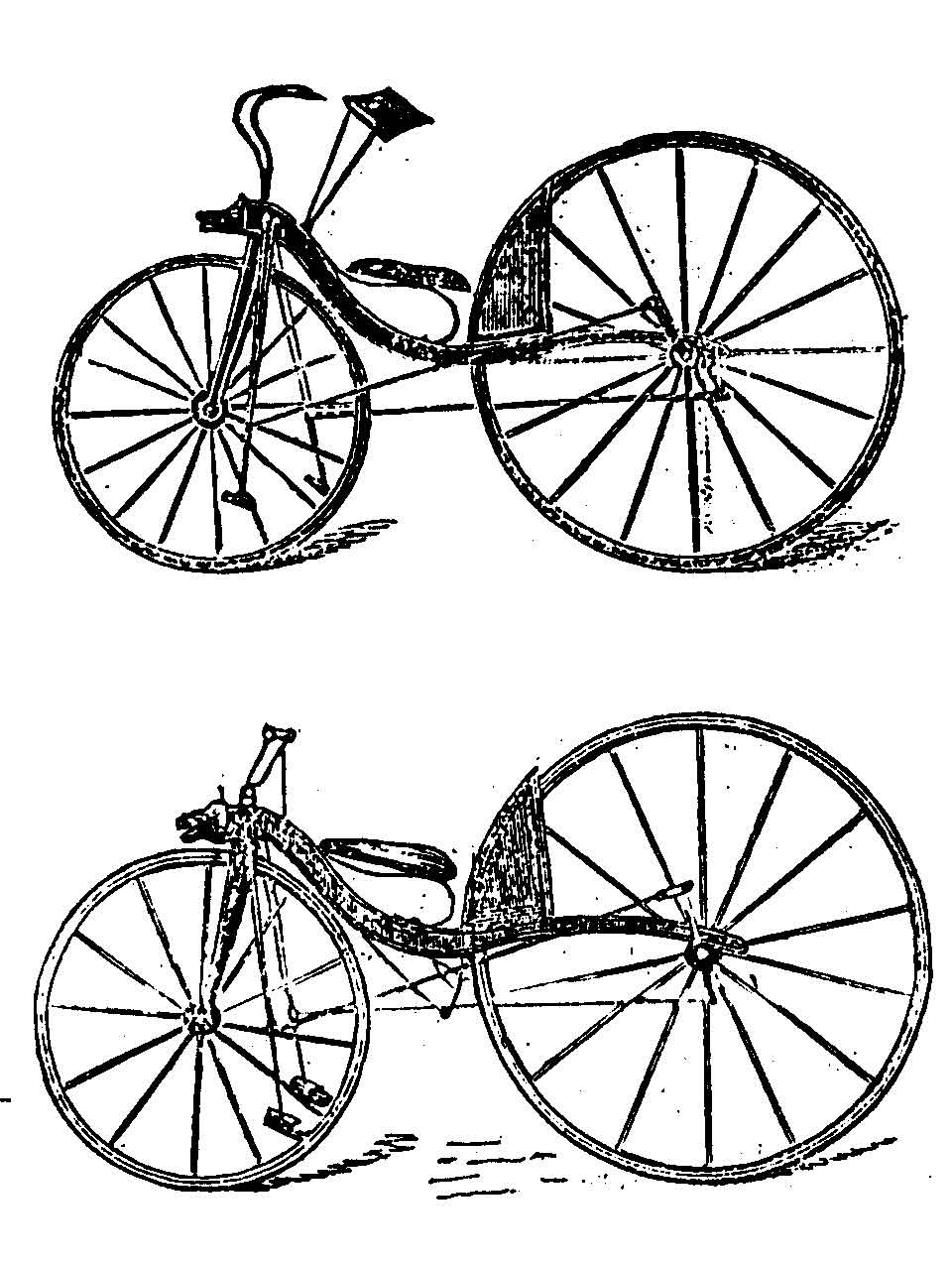
La primera (superior) y la mejor velocidad de Thomas McCall de The English Mechanic of 1869: la primera bicicleta con pedales en las ruedas traseras según algunos historiadores.

## Controversia
Algunos historiadores que han estudiado la invención de la bicicleta con pedales, incluido David V. Herlihy , afirman que Macmillan no fue el primer inventor. Herlihy afirma que no hay evidencia documental contemporánea de que se haya aplicado un diseño de pedal a un vehículo de 2 ruedas y que las cartas de los clientes en Escocia a la compañía Michaux en 1868 indiquen que todos los Vehículos de tracción humana son triciclos y cuadriciclos . Una afirmación similar es hecha por David Gordon Wilson .